# IEEE 802.11s
IEEE 802.11s és una modificació de l'estàndard 802.11 per WLAN desenvolupat pel grup de treball 11 del comitè d'estàndards LAN/MAN del IEEE (IEEE 802), que implementa la topologia de xarxa anomenada xarxa en malla (mesh) la qual permet augmentar molt la cobertura de la xarxa resultant. Aquest protocol pot ésser emprat en la Internet de les coses. IEEE 802.11s fou ratificat el 2012.
Punts principals:
- IEEE 802.11s s'implementa a la capa d'enllaç de dades o MAC.
- La topologia en malla permet un desplegament moll ràpid de les instal·lacions.
- La topologia en malla permet una gran cobertura del servei.
- La topologia en malla presenta una gran resistència (self-healing) a fallides de nodes i congestió, ja que el protocol de xarxa buscarà un nou camí o ruta (rerouting).

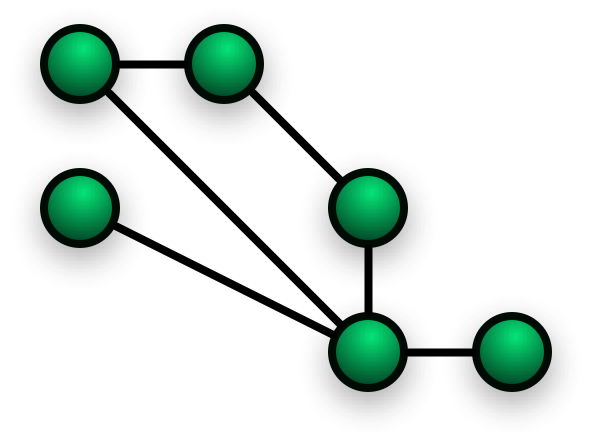
Fig.1 Exemple de tecnologia de xarxa en malla

## Concepte general
En un Punt d'Accés normal (topologia estrella), si hom vol copiar un arxiu de l'oedinador A a l'ordinador B, cal que l'arxiu passi obligatòriament de l'ordinador A al Punt d'Accés i llavors del Punt d'Accés a l'ordinador B. La tecnologia IEEE 802.11s permet copiar l'arxiu de l'ordinador A a l'ordinador B sense passar pel Punt d'Accés, és a dir:
Xarxa en estrella: Ordinador A → Punt d'Accés → Ordinador B
Xarxa en malla: Ordinador A → Ordinador B

## Arquitectura de xarxa en malla
IEEE 802.11s defineix els següents elements:
- Dispositius i Punts d'Accés amb funcionalitat de topologia en malla.
- Protocol de manegament d'enllaços, usat per a la funcionalitat de descoberta de nodes i manteniment de xarxa.
- Protocol d'encaminat en malla (HWMP) basat en la recomanació RFC 3561.

## Exemple de dispositius amb tecnologia xarxa en malla
Aquesta tecnologia és molt nova, però actualment (9/01/2017) podem fer esment del següents dispositius:
- Google OnHub[Enllaç no actiu] i Google Wi-Fi[Enllaç no actiu] routers.
- eero router.
- Luma router Arxivat 2017-01-09 a Wayback Machine..